# Bibliographie sur Agatha Christie
Agatha Christie, auteur de dizaines de romans et nouvelles policiers, entre 1920 et 1976, a été le sujet de très nombreuses études, de nature diverses, dans plusieurs langues.

## Ouvrages en français
- Brigitte Aufort, Agatha Christie : parcours d'une œuvre, coédition : éditions Encrage, coll. « Références » no 19, Amiens ; et éditions les Belles Lettres, Paris, 2005, 240 p.,  (ISBN 978-2-251-74127-7) (version des Belles Lettres, l'ISBN de la version Encrage étant erroné), (BNF 40065356).
- Béatrix de L'Aulnoit, Les mille vies d'Agatha Christie, Tallandier, 2020.
- Pierre Bayard, Qui a tué Roger Ackroyd ?, Paris, Éditions de Minuit, coll. « Paradoxe », Paris, 1998, 173 p.,  (ISBN 2-7073-1653-9), (BNF 36998034).
  - Réédition, avec une postface de Josyane Savigneau : éditions de Minuit, coll. « Double » no 55, Paris, 2008, 188 p.,  (ISBN 978-2-7073-2043-8), (BNF 41263583).
- Charlotte Berthier, Le lieu du crime chez Agatha Christie : du huis clos au monde imaginaire, mémoire en sciences politiques soutenu en 2003, sous la direction de Jean-Pierre Bernard, devant l'Institut d'études politiques de Grenoble, dans le cadre du séminaire « Littérature et politique : les années trente ». 101 p., cote : Z 6084 (Bibliothèque IEP, consultable avec l'accord du directeur de mémoire).
- Huguette Bouchardeau, Agatha dans tous ses états, éditions Flammarion, coll. « Grandes biographies », Paris, 1998, 279 p.,  (ISBN 2-08-067496-X), (BNF 37006646).
- Cécile Clovet, Les poisons d’origine minérale et végétale dans les romans d'Agatha Christie (sous la direction de Cécile Le Gal), Université de Mon-tpellier I, UFR des sciences pharmaceutiques et biologiques, 2010, 196 p., numéro national de thèse : 2010MON13037.
- Annie Combes, Agatha Christie : l'écriture du crime, Les Impressions nouvelles, coll. « Réflexions faites », Bruxelles, 1989, 301 p.,  (ISBN 2-906131-11-3).
- John Curran (trad. de l'anglais par Gérard de Chergé), Les Carnets secrets d'Agatha Christie : Cinquante ans de mystères en cours d'élaboration [« Agatha Christie's Secret Notebooks : Fifty Years of Mystery in the Making »], Paris, Éditions du Masque, 2011, 540 p. (ISBN 978-2-7024-3516-8, OCLC 758613660, BNF 42401850).
- Agnès Fieux, Agatha Christie, reine du crime, éditions Nouveau Monde, Paris, 2007, 223 p.,  (ISBN 978-2-84736-234-3), (BNF 41108551).
- Camille Galic, Agatha Christie, collection « Qui suis-je ? », éditions Pardès, 2013.
- Stanislas Grandidier, Le Mythe de l'enfance dans le « Detective Novel » d'Agatha Christie et dans le roman de mystère de Pierre Véry (sous la direction de Françoise Susini-Anastopoulos), Thèse de doctorat en littérature comparée, soutenue le 23 octobre 2008, devant l'Université de Nancy II, U.F.R. de Lettres, 527 p., numéro national de thèse : 2008NAN21018. Thèse consultable en ligne, sur le site univ-nancy2.fr.
- Natacha Henry, Devenir Agatha Christie, Albin Michel Jeunesse, 2025, 356 p.
- Brigitte Kernel, Agatha Christie, le chapitre disparu, Flammarion, 2016, 240 p.,  (ISBN 978-2-08136-562-9)
- Armelle Leroy et Laurent Chollet, Sur les traces d'Agatha Christie : un siècle de mystères, éditions Hors Collection, Paris, 2009, 165 p.,  (ISBN 978-2-258-07888-8).
- Anne Martinetti et François Rivière, Crèmes & Châtiments : recettes délicieuses et criminelles d'Agatha Christie (photographies de Philippe Asset), éditions Jean-Claude Lattès, Paris, 2005, 164 p.,  (ISBN 2-70962-498-2).
- Anne Martinetti et Guillaume Lebeau, Agatha Christie de A à Z, éditions Télémaque, 2014 504 p.,  (ISBN 978-2-753-30237-2).
- Anne Martinetti, Guillaume Lebeau et Alexandre Franc, Agatha, la vraie vie d'Agatha Christie, roman graphique, Marabulles.
- Anne Martinetti, À la poursuite d'Agatha Christie, Hugo Image, 2018,  (ISBN 978-2-755-63928-5).
- Sophie de Mijolla-Mellor : Un divan pour Agatha Christie, éditions L'Esprit du temps, coll. « Le monde psy », Paris, 2006, 307 p.,  (ISBN 978-2-84795-091-5), (BNF 40219174).
- François Rivière, Agatha Christie, duchesse de la mort, Éditions du Seuil, coll. « Fiction et Cie » no 44, Paris, 1981, 186 p.,  (ISBN 2-02-005793-X), (BNF 34653688).
  - Réédition au format de poche : Librairie générale française, coll. « Le Livre de poche » no 31092, Paris, 2008, 281 p.,  (ISBN 978-2-253-12619-5), (BNF 41424312).
- Amandine Striebig. Les poisons utilisés dans les romans d’Agatha Christie. Sciences pharmaceutiques.2014. ffdumas-01116318f
- (collectif) : Agatha Christie : l'indice, le doute, le réel, l'enquête, le vrai, le soupçon, le faux, l'erreur, l'apparence, le secret, la reconstitution, in : Cahiers Renaud-Barrault no 115, éditions Gallimard, Paris, 1988, 126 p., (BNF 37460741). Au sommaire :
  - Vladimir Volkoff : « Une mosaïque de personnages »,
  - Marie-Françoise Cachin : « Hercule Poirot ou la difficulté d'être »,
  - François Rivière : « Winterbrook et Greenway »,
  - Jean Thibaudeau : « La scène primitive »,
  - Gordon C. Ramsey : « Agatha Christie maitre du suspense »,
  - Patricia Craig et Mary Cadogan : « Un déguisement de grand-mère : Miss Marple »,
  - Randall Toye : « The Agatha Christie who's who ».

## Ouvrages en anglais
Ces ouvrages n'ont, en principe, pas fait l'objet de traductions en français.
- Earl F. Bargainnier, (en), The Gentle Art of Murder : the Detective Fiction of Agatha Christie, Bowling Green University Popular Press, Bowling Green (Ohio), 1980, 232 p.,  (ISBN 0879721588) ou  (ISBN 0879721596) (format de poche), (LCCN 80083187).
- Robert Barnard, (en), A Talent to Deceive : an Appreciation of Agatha Christie :
  - édition britannique : Collins, Londres, 1980, 2, 203 p.,  (ISBN 0002161907).
  - édition britannique : Dodd, Mead, New York, 1980, x, 213 p.,  (ISBN 0396078273), (LCCN 79027435).
- George B. Bryan, (en), Black Sheep, Red Herrings, and Blue Murder : the Proverbial Agatha Christie, éditions Peter Lang, Berne et New York, 1993, 482 p., pas de code ISBN, (LCCN 93235332).
- Matthew Bunson, (en), The Complete Christie : an Agatha Christie Encyclopedia, Pocket Books, New York, 2000, viii, 454 p.,  (ISBN 978-0671028312), (LCCN 00042793). — Ouvrage qui évoque brièvement la vie d'Agatha Christie, pour se focaliser dans trois directions : étude des œuvres (p. 11-158), étude des personnages (p. 159-374) et présentation des adaptations au cinéma, à la télévision et au théâtre, ainsi que des acteurs (p. 375-444), suivies de quelques annexes.
- Jared Cade, (en), Agatha Christie and the Eleven Missing Days, Peter Owen Publishers, Londres et Chester springs (Pennsylvanie), 258p. + 14 p. de planches illustrées,  (ISBN 978-0-7206-1280-6).
- Jeffrey Feinman, (en), The Mysterious World of Agatha Christie, Award Book, New York, 1975, 190 p., (LCCN 76350500).
- Carron Stewart Fillingim, (en), Revelations From “Cheesecake Manor”: Agatha Christie, Detective Fiction, and Interwar England, thèse présentée en 2004 devant le Département d'histoire de ls Southeastern Louisiana University, dans le cadre de la préparation du diplôme de Maître ès Arts. Thèse consultable en ligne sur le site lsu.edu.
- Russell H. Fitzgibbon, (en) The Agatha Christie Companion, Popular Press, 1980, 178 p.,  (ISBN 9780879721381).
- Gillian Gill, (en) Agatha Christie : the Woman and Her Mysteries, coédition : Free Press (New York), Collier Macmillan Canada (Toronto) et Maxwell Macmillan international (Oxford), 1990, XII-243 p.,  (ISBN 0-02-911702-X), (BNF 35678199).
- H.R.F. Keating (Henry Reymond Fitzwalter Keating), (en), Agatha Christie : First Lady of Crime :
  - édition américaine : Holt, Rinehart and Winston, New York, 1977, 224 p.,  (ISBN 0030182514), (LCCN 76029907).
  - édition britannique : Weidenfeld and Nicolson, Londres, 1977, 224 p.,  (ISBN 0297772953), (LCCN 77362965).
- Henrietta McCall, (en), The Life of Max Mallowan : Archaeology and Agatha Christie, British Museum Press, Londres, 2001, 208 p.,  (ISBN 0-7141-1149-X), (BNF 38887215).
- Patricia D. Maida et Nicholas B. Spornick, (en), Murder She Wrote : a Study of Agatha Christie's Detective Fiction, Bowling Green State University Popular Press, Bowling Green (Ohio), 1982, 199 p.,  (ISBN 0-87972-215-0), (BNF 36611802).
- Merja Makinen, (en), Agatha Christie : Investigating Female Feminity, éditions Palgrave Macmillan, coll. « Crime files », Basingstoke, 2006, xiii + 205 p.,  (ISBN 1-4039-4171-8), (BNF 40935681).
- Janet Morgan, (en) Agatha Christie : a Biography, Collins, Londres, 1984., xvii-393 p.-16 p. de planches illustrées,  (ISBN 0002163306).
  - Janet Morgan, (fr), Agatha Christie : Biographie, traduit de l'anglais par Marie-Louise Navarro, Luneau-Ascot éditeurs, Paris, 1986, 351 p.-16 p. de planches illustrées,  (ISBN 2-903157-60-X), (BNF 34880702).
- Charles Osborne, (en), The Life and Crimes of Agatha Christie :
  - édition britannique : Collins, Londres, 1982, 256 p. + 32 p. de planches illustrées,  (ISBN 0002164620).
  - édition américaine : Contemporary Books, Chicage, 1990, viii, 357 p. + 32 p. de planches illustrées,  (ISBN 0809241072), (LCCN 90038616).
- Bruce Pendergast, (en) Everyman's Guide to the Mysteries of Agatha Christie, Trafford Publishing, Victoria (Colombie-Britannique), 2004, 445 p.,  (ISBN 9781412023047).
- Gordon C. Ramsey, (en) Agatha Christie : Mistress of Mystery, éditions Dodd, Mead, New York, 1967, 124 p..
- Dennis Sanders et Len Lovallo, (en) The Agatha Christie Companion : the Complete Guide to Agatha Christie's Life and Work, Delacorte Press, New York, 1984, XXVII-523 p.,  (ISBN 0-385-29285-6), (BNF 36613495).
- Dawn B. Sova, (en) Agatha Christie A to Z : the Essential Reference to Her Life and Writings (avec une préface de David Suchet et une introduction de Mathew Pritchard [petit-fils d'Agatha Christie]), éditions Facts on File, New York, 1996, XV-400 p.,  (ISBN 0-8160-3018-9), (BNF 37514317).
- Laura Thompson, (en), Agatha Christie : An English Mystery, Headline Review, Londres, 2007, 534 p. + 16 p. de planches illustrées,  (ISBN 978-0-7553-1487-4) (format normal) ou  (ISBN 978-0-7553-1534-5) (format de poche).
- Mary S. Wagoner, (en), Agatha Christie, éditions Twayne, coll. « Twayne's English authors series » no 432, Boston, 2007, 162 p.,  (ISBN 0-8057-6936-6), (BNF 34932930).
- R. A. York (Richard York, professeur émérite de l'université d'Ulster)), (en), Agatha Christie : Power and Illusion, éditions Palgrave Macmillan, coll. « Crime files series », Basingstoke, 2007, 232 p.,  (ISBN 978-0-230-52501-6), (BNF 41221915).
- James Zemboy, (en), The Detective Novels of Agatha Christie : a Reader's Guide, éditions MacFarland, Jefferson (Caroline du Nord), 2008, 442 p.,  (ISBN 978-0-7864-3914-0), (BNF 41320053).

## Ouvrages en allemand
- Monika Gripenberg, (de), Agatha Christie, Rowohlt Verlag, coll. « Rowohlts Monographien » no 493, Reinbek bei Hamburg, 1994 (première édition), 157 p.,  (ISBN 3-499-50493-6), DNB 940340232 ;
  - ouvrage traduit en japonais, en 1997, DNB 969937725 ;
  - ouvrage traduit en polonais, en 1999 DNB 959856420.
- Charlotte Trümpler (sous la direction de), (de), Agatha Christie und der Orient : Kriminalistik und Archäologie, Ruhrlandmuseum, Essen, 1999, 476 p.,  (ISBN 3-502-15750-2), FNB 961770201. — Publié à l'occasion de l'exposition homonyme, au Ruhrlandmuseum, du 19 octobre 1999 au 5 mars 2000.
  - Charlotte Trümpler (sous la direction de), (en), Agatha Christie and Archaeology (textes traduits par David Galloway), The British Museum Press, Londres, 2001, 471 p.,  (ISBN 0-7141-1148-1), (BNF 37740822). — Publié à l'occasion de l'exposition au British Museum, de novembre 2001 à mars 2002.

## Ouvrages en espagnol
- Carolina-Dafne Alonso-Cortés, (es), Agatha Christie, Dama del misterio : (anatomía de Agatha Christie), éditions La autora, Madrid, 1981 (réf. de dépôt légal M 8502-1981 à la Bibliothèque nationale d'Espagne).
- Nicolás González Lemus, (es), Agatha Christie en Canarias : con los textos y relatos inspirados en las islas, Nivaria Ediciones, La Laguna (Tenererife), 2007, 131 p.,  (ISBN 978-84-933941-3-4).
- Manuel Valle, (es), Agatha Christie, historias sin historia de la naturaleza humana, éditions La Vela, coll. « El signo de los cuatro » no 2, Grenade, 2006, 266 p.,  (ISBN 9788498360776).

## Ouvrages en catalan
- Alexandri Ferran (textes) et Carles Arbat Serarols (illustrations) ; traducció, Ferran Gibert, (ca), Agatha Christie, éditions Parramón, Barcelone, 2009, 63 p.,  (ISBN 9788434234598).